# Avalanche
Avalanche – zespół rockowy założony w listopadzie 2002 w Oświęcimiu. Rozwiązany w styczniu 2010 r. Wykonywał muzykę rockową inspirowaną lżejszymi gałęziami tego gatunku. Wybrani muzycy Avalanche stworzyli zespół Leo Minor.

## Historia zespołu
Pierwszy koncert grupy odbył się w styczniu 2003 r. w Oświęcimskim Centrum Kultury na finale Wielkiej Orkiestry Świątecznej Pomocy. W roku 2003 zespół wydał 5-utworowe demo. Po tym rozpoczął serię koncertów na festiwalach rockowych. Przez lato 2003 muzycy zdobyli nagrodę Grand Prix i wyróżnienie dla solisty Bartosza Słatyńskiego na festiwalu w Lidzbarku Warmińskim.
Latem 2003 roku zespół wystąpił na renomowanym już Festiwalu Węgorzewo. W czerwcu 2003 nakręcono pierwszy klip „Obojętność”. W grudniu 2003, przed występem w Rowerze Błażeja TVP, basistą zespołu został Michał Gołuchowski.
Rok 2004 owocował popularnością zespołu. Oświęcimska czwórka nagrywa cztery utwory dla MJM Wielka Płyta, a singel „W myślach” znajduje się na listach przebojów rozgłośni radiowych w całym kraju.
Rok 2005 upłynął pod znakiem załatwiania spraw technicznych związanych z wydaniem długo zapowiadanej płyty. Wielkie znaczenie miał występ Avalanche na Festiwalu w Opolu i III nagroda w koncercie Debiuty. W lecie 2005 został nakręcony wideoklip „Żołnierze (cisza i strach)”.
W lutym 2006 Avalanche wystąpili w katowickim Spodku na koncercie poświęconym ofiarom katastrofy budowlanej w Chorzowie. We wrześniu 2006 miała miejsce premiera płyty „Połączenie”.
W styczniu 2010 wokalistą zostaje Tomasz Breguła a grupa zmienia nazwę na Leo Minor.

## Muzycy

### Ostatni skład zespołu do stycznia 2010
- Bartosz Słatyński (od 2002) – wokal, gitara, skrzypce
- Michał Gołuchowski (od 2003) – gitara basowa
- Tomasz Gołuchowski (od 2002) – gitara
- Paweł Cembala (od 2007) – perkusja

### Byli członkowie zespołu
- Tomasz „fAzI” Gregorczyk (listopad 2002 - lipiec 2003) – gitara basowa
- Darek Gowin (sierpień 2003 - grudzień 2003) – gitara basowa
- Sebastian Boba (2002-2007) – perkusja

## Dyskografia

### Dema
- W Myślach (2003, wydanie własne)

### Single
- MJM prezentuje (2004, MJM Wielka Płyta)
- Żołnierze (2005, MJM Wielka Płyta)

### Albumy
- Połączenie (2006, MJM Wielka Płyta/EMI)[1][2]